# Обала костура
Обала костура је северни део атлантске обале Намибије. Обала се протеже од реке Кунене на северу до реке Свакоп на југу. Назив Обала костура понекад се користи за описивање читаве обале пустиње Намиб. Бушмани из Намибије ову регију зову „земљиште које је Бог направио у љутњи“, док су га португалски морнари назвали „врата пакла“. Обалом струји хладна Бенгуелска струја која доноси густу океанску маглу. Ветрови дувају са копна на море, киша ретко пада, а количина падавина не прелази 10 милиметара годишње. Обала је углавном пешчана. Јужни део обале је шљунковит, док се на северу пружају високе пешчане дине.

## Етимологија
Овај предео је добио име по насуканим китовим костима који прекривају обалу, као и по насуканим скелетима бродова.
Име „Обала костура“ осмислио је Џон Хенри Марш, користећи га за наслов своје књиге. Од како је књига први пут објављена 1944. године, постала је толико позната да се сада ова обала генерално назива Обала костура, што јој је постало и званично име на већини данашњих мапа.

## Живи свет
Намибија је прогласила националним парком 16 000 квадратних километара између реке Угаб и реке Кунене. Јужни део парка је Национална област за рекреацију Западне обале, док северни део насељавају дивље животиње.
Речна корита у унутрашњости копна дом су бабунима, жирафама, лавовима, црним носорозима и спрингбок антилопи. Животиње углавном пију воду из бунара које су ископали бабуни или слонови.
Обала костура је била предмет бројних документарних филмова о дивљим животињама, везаних за адаптације на екстремну сушу. Популација црних носорога је била главни разлог што је овде снимљена емисија „Озбиљна пустиња“.
Пустињске птице се проучавају због терморегулације, обојености, стратегије гајења младих и номадизма. 

## Операције спасавања
У новембру 1942. године британски теретни брод Дјунедин Стар са 21 путником и 85 чланова посаде потонуо је 40 километара јужно од реке Кунене. Сви путници превезени су на обалу моторним чамцем. Операција њиховог спасавања била је једна од најтежих које су икада организовне. Било је потребно 4 недеље да се нађу сви бродоломци и чланови посаде и да се безбедно врате у цивилизацију. У помоћ су дошле 2 копнене експедиције из Виндхука у Намибији, 3 бомбардера и неколико бродова. Један од спасилачких бродова је потонуо, а три члана посаде су се утопила.
Године 1943. на Обали костура је пронађено 12 обезглављених скелета. На оближњој стени била је исписана порука: „ Настављам према реци 100 километара северно одавде, а ако ико ово нађе и крене за мном, Бог ће му помоћи“. Ова порука је написана 1860. године. До данас није откривено ко су биле трагичне жртве, како је дошло до бродолома и зашто су нађене обезглављене.